# Trachipteridae
La famiglia Trachipteridae comprende 10 specie di pesci marini appartenenti all'ordine Lampriformes.

## Generi
- Desmodema Walters & Fitch, 1960
- Trachipterus Goüan, 1770
- Zu Walters & Fitch, 1960